# Sclerogaster columellatus
Sclerogaster columellatus är en svampart som först beskrevs av Sanford Myron Zeller, och fick sitt nu gällande namn av Fogel 1990. Sclerogaster columellatus ingår i släktet Sclerogaster och familjen Sclerogastraceae.   Inga underarter finns listade i Catalogue of Life.